# After the War (album Mono Inc.)
After the War è il sesto album in studio del gruppo rock gotico tedesco Mono Inc. L'album è stato pubblicato il 17 agosto 2012.
L'album prende nome dall'omonimo brano di Gary Moore, di cui contiene una cover.

## Accoglienza
L'album ha raggiunto il sesto posto nella classifica tedesca.

## Tracce
1. My Worst Enemy
2. No More Fear
3. After the War
4. Wave No Flag
5. Arabia
6. In the End
7. From the Ashes
8. Grown
9. My Songs Wear Black
10. Forever
11. The Long Way Home

## Formazione
- Martin Engler – voce principale
- Carl Fornia – chitarra
- Manuel Antoni – basso
- Katha Mia – batteria, voce secondaria